# Dorcus hopei binodulosus
Dorcus hopei binodulosus – podgatunek chrząszcza z rodziny jelonkowatych i podrodziny Lucaninae.

## Taksonomia
Takson ten został opisany w 1874 roku przez Charlesa Owena Waterhouse'a jako osobny gatunek Dorcus binodulosus. W 1994 roku Mizunuma i Nagi obniżyli jego rangę do podgatunku Dorcus curvidens. W 2000 roku Mizunuma przeniósł go do gatunku Dorcus hopei i jako D. h. binodulosus jest traktowany między innymi przez Kima i Kima. Z kolei autorzy bazy BioLib.cz zaliczają go do rodzaju Dynodorcus, jako Dynodorcus curvidens binodulosus.

## Opis
Ciało i odnóża rudoczarne do czarnych. Uda i zapiersie czarne. Pokrywy bez szczecin, u samic i małych samców z rzędami. Na goleniach środkowej pary odnóży po jednym zębie bocznym. Samiec osiąga długość od 27 do 76,1 mm i jest słabiej połyskujący. Jego długie, silne, delikatnie do wewnątrz zakrzywione żuwaczki, opatrzone są rozszerzeniem u wierzchołka i jednym ostrym zębem wewnętrznym w połowie długości. Przednia krawędź jego bardzo szerokiego nadustka jest pośrodku zaokrąglenie wklęśnięta. Samica osiąga długość od 34 do 43,8 mm, jest silniej błyszcząca i ma krótkie żuwaczki, opatrzone jednym zębem wewnętrznym.

## Rozprzestrzenienie
Chrząszcz palearktyczny, znany z Japonii oraz Korei.